# 仿紧空间
仿紧空间，数学中，仿紧空间是指一类拓扑空间，他们的每个开覆盖都有局部有限的（开）加细（精细化）。这类空间的概念于1944年由Dieudonné引入 。每个紧致空间都是仿紧的。每个仿紧的豪斯多夫空间都是正规的。一个豪斯多夫空间是仿紧的当且仅当其任意开覆盖都可以单位分解。仿紧空间有时也被要求为豪斯多夫的。
仿紧空间的任意闭子空间是仿紧的。豪斯多夫空间的紧子集是闭的，但是对仿紧子集不成立。如果一个空间的任意子空间都是仿紧的，则其称为hereditarily paracompact，这等价于要求其每个开子空间是仿紧的。
任意度量空间是仿紧的。一个拓扑空间是可度量的当且仅当它是仿紧的且是局部可度量的豪斯多夫空间。

## 仿紧性
集合 {\displaystyle X} 的一个覆盖，是指 {\displaystyle X} 的一个子集族，并且 {\displaystyle X} 包含于这族集合的并集。
设 {\displaystyle U=\{U_{\alpha }:\alpha \in A\}} 是 {\displaystyle X} 的一族子集，{\displaystyle A} 为子集的指标集, 若 {\displaystyle X\subseteq \bigcup _{\alpha \in A}U_{\alpha }}，则称 {\displaystyle U} 是 {\displaystyle X} 的覆盖；若每个 {\displaystyle U_{\alpha }} 都是开的，则称 {\displaystyle U} 是 {\displaystyle X} 的一个开覆盖，即 {\displaystyle X} 的覆盖 {\displaystyle U} 中每个成员都是开的。
{\displaystyle X} 的一个开覆盖是局部有限的当且仅当X中的每一点存在一个邻域，其只与这覆盖中的有限个成员相交。用数学符号来说，{\displaystyle U=\{U_{\alpha }:\alpha \in A\}} 是局部有限的当且仅当任意 {\displaystyle X} 中的一点 {\displaystyle x}，存在一个邻域 {\displaystyle V_{x}}，使得 {\displaystyle \left\{\alpha \in A:U_{\alpha }\cap V_{x}\neq \varnothing \right\}}是有限的。

## 例子
- 每个紧致空间都是仿紧的。
- 每个 CW 复形都是仿紧的[1]。
- “A. H. Stone 定理”： 每个度量空间都是仿紧的。[2] 早期的证明较为繁复，一个基础的证明可参见 M. E. Rudin.[3]  对不可分的情形，已有的证明依赖于选择公理。 此外无论 ZF theory 或 ZF 理论外加独立选择公理都是不充分的[4]。

一些非仿紧空间的例子：
- Prüfer 流形是非仿紧的曲面